# Gregório da Capadócia
Gregório da Capadócia serviu como Patriarca de Alexandria entre 339 e 346. Sua ascensão não é aceita pela Igreja de Alexandria por não ter seguido as leis canônicas. Ele foi indicado por pressão feita no imperador Constâncio II pelo bispo Eusébio de Nicomédia, que já era o principal oponente de Atanásio e um aliado de primeira hora de Ário na controvérsia ariana.
Ele foi entronado durante um dos exílios de Atanásio por um concílio realizado em Antioquia. Tanto a Igreja Ortodoxa Copta de Alexandria quanto a Igreja Ortodoxa Grega de Alexandria e a Igreja Católica negam o seu episcopado, confirmando que Atanásio era o patriarca, mesmo exilado. Gregório falava bem e era um bom amigo do imperador romano, razão pela qual ele se tornou o "Patriarca" de Alexandria. 
Ele morreu em 345, provavelmente de maneira violenta.